# Боре (Верхняя Сона)
Боре́ (фр. Borey) — коммуна во Франции, находится в регионе Франш-Конте. Департамент — Верхняя Сона. Входит в состав кантона Норуа-ле-Бур. Округ коммуны — Везуль.
Код INSEE коммуны — 70077.

## География
Коммуна расположена приблизительно в 330 км к юго-востоку от Парижа, в 50 км северо-восточнее Безансона, в 16 км к востоку от Везуля.
Более 50 % территории коммуны занято лесами.

## Население
Население коммуны на 2010 год составляло 233 человека.
| 1962 | 1968 | 1975 | 1982 | 1990 | 1999 | 2010 |
| ---- | ---- | ---- | ---- | ---- | ---- | ---- |
| 195  | 195  | 183  | 246  | 202  | 224  | 233  |

## Экономика
Основу экономики составляет сельское хозяйство.
В 2010 году среди 136 человек трудоспособного возраста (15—64 лет) 106 были экономически активными, 30 — неактивными (показатель активности — 77,9 %, в 1999 году было 60,2 %). Из 106 активных жителей работали 93 человека (52 мужчины и 41 женщины), безработными было 13 (5 мужчин и 8 женщин). Среди 30 неактивных 2 человека были учениками или студентами, 18 — пенсионерами, 10 были неактивными по другим причинам.

## Фотогалерея

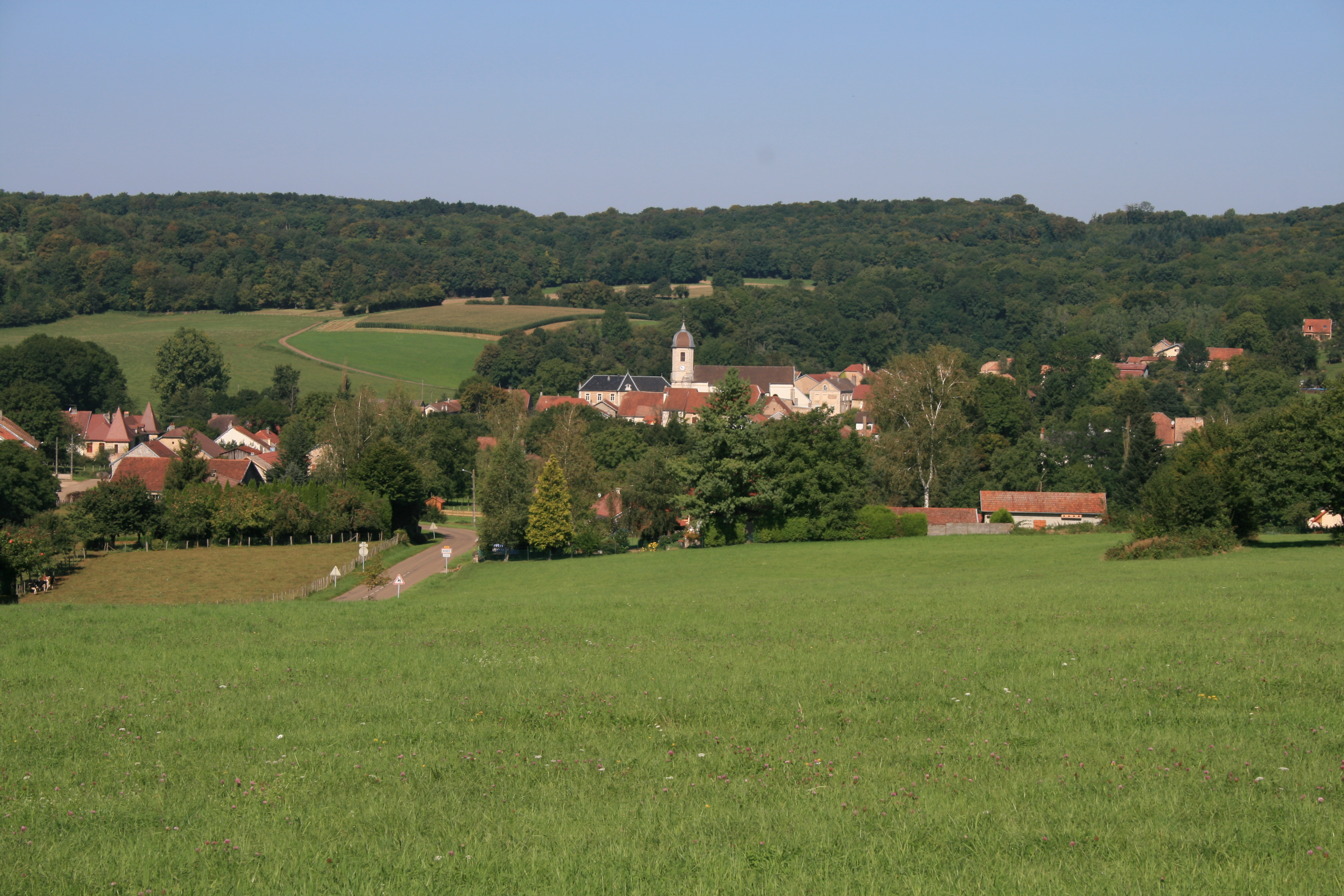
Боре
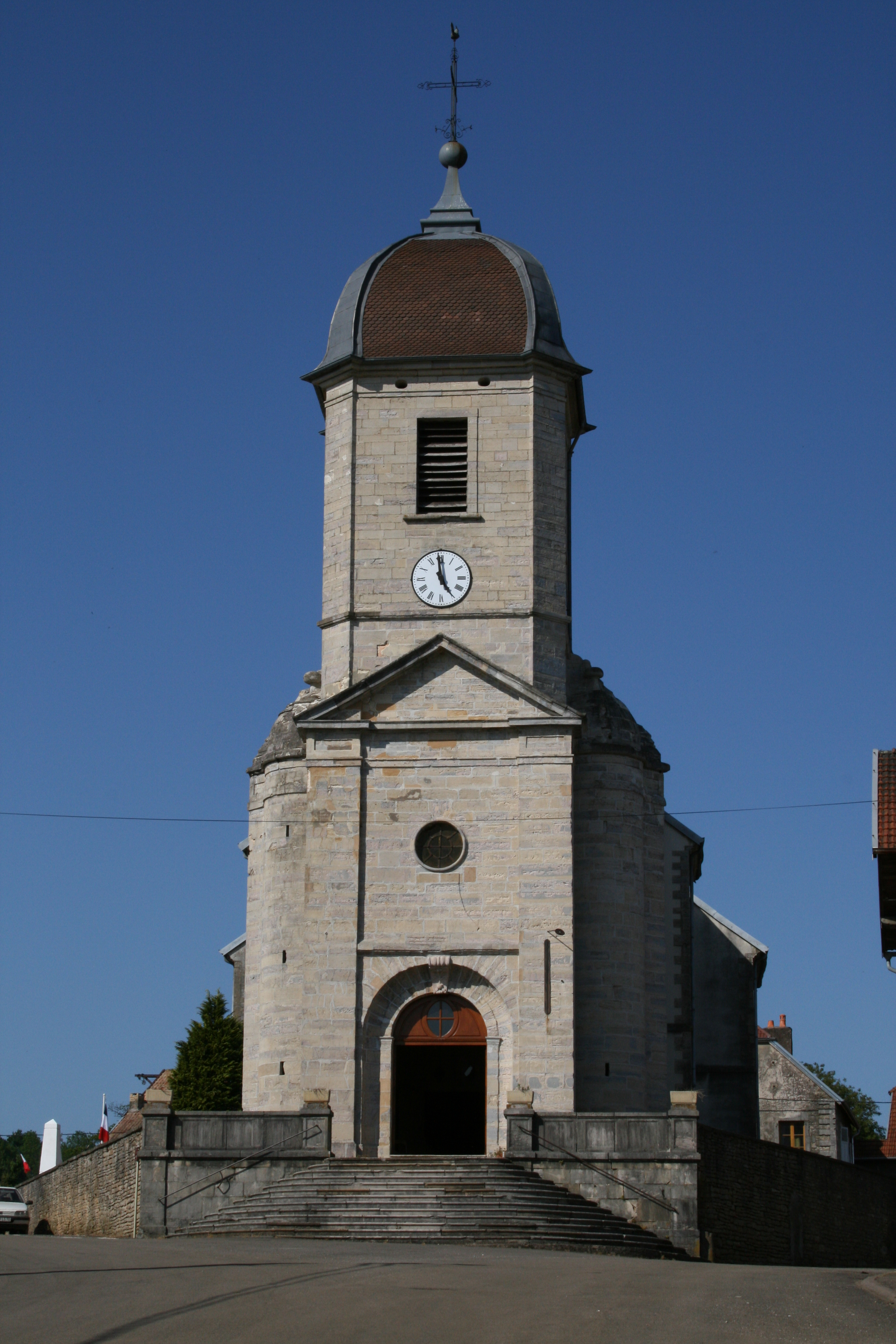
Церковь Св. Мартина
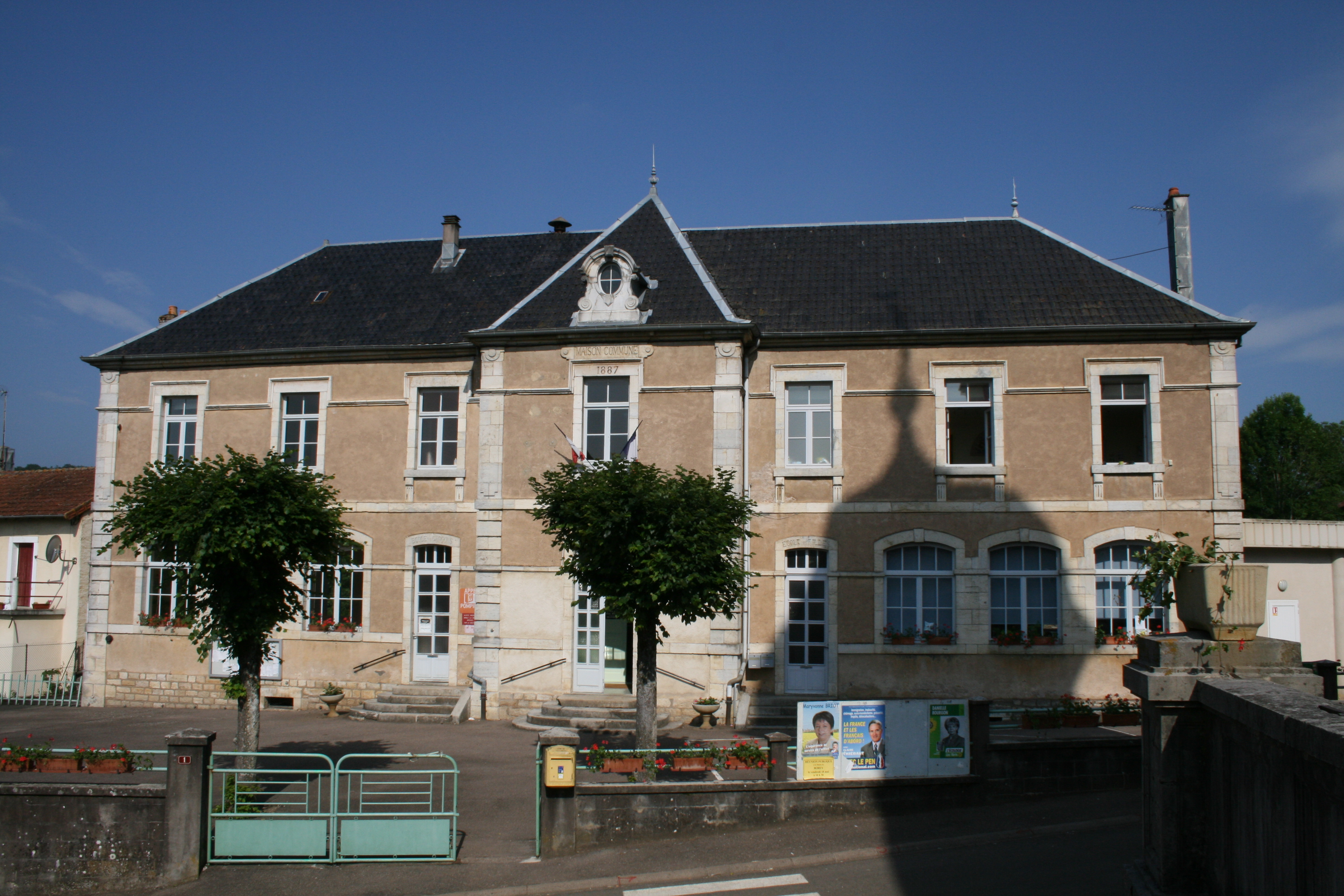
Мэрия
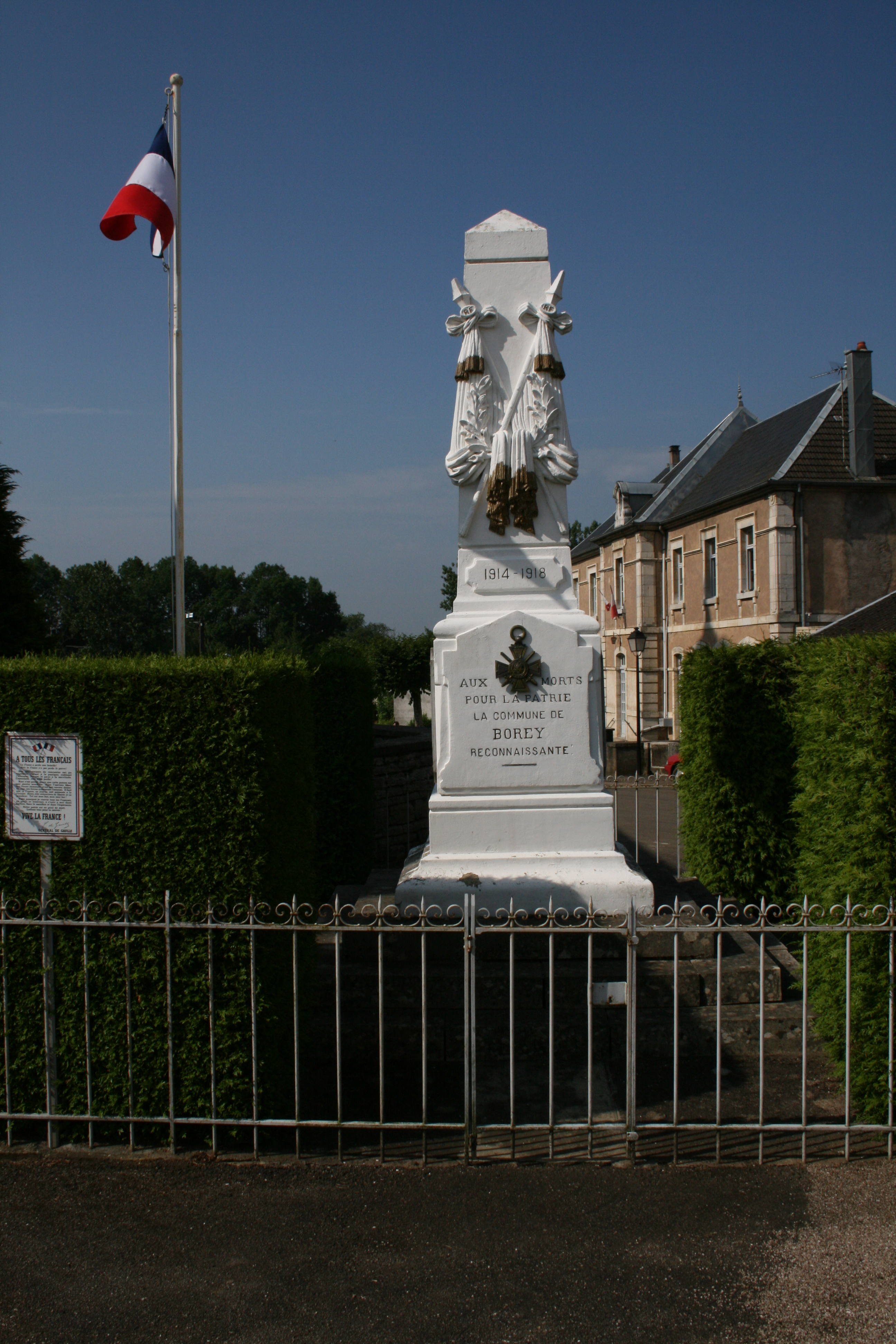
Военный мемориал